# Manuel Díaz Vélez
Manuel Díaz Vélez (Buenos Aires, 8 de agosto de 1785-id. 20 de mayo de 1813) fue un teniente del Regimiento de Granaderos a Caballo que fuera creado por el coronel José de San Martín. Murió a raíz de heridas sufridas en el combate de San Lorenzo, durante las guerras de la independencia argentina.

## Familia
Nació en Buenos Aires, capital del Virreinato del Río de la Plata, el 8 de agosto de 1785. Fue el octavo hijo del matrimonio celebrado entre Francisco José Díaz Vélez y María Petrona Aráoz Sánchez de Lamadrid.
Entre algunos de sus hermanos se encontraban el doctor José Miguel Díaz Vélez, y el general Eustoquio Díaz Vélez. de destacada carrera militar.
Estaba casado con Lorenza Real.

## Biografía
Iniciadas las acciones militares contra los realistas intervino en el asalto y toma de la Isla de Ratas, en la Bahía de Montevideo, en la noche del 15 de julio de 1811 bajo el mando de Juan José Quesada, Capitán de Dragones de la Patria.
A raíz de la orden del Primer Triunvirato que encargó a José de San Martín la formación de un cuerpo especial de caballería llamado Regimiento de Granaderos a Caballo, ingresó como teniente de la Segunda Compañía del Tercer Escuadrón del Regimiento, el 22 de diciembre de 1812, cuando ya se comenzaba a hablar sobre la defensa de las costas del litoral de los ataques navales de las huestes realistas que partían desde Montevideo.
Cuando el Regimiento de Granaderos a Caballo fue movilizado hacia Santa Fe, Manuel Díaz Vélez marchó con él.
El 3 de febrero de 1813 se produjo el bautismo de fuego del Regimiento de Granaderos a Caballo, comandado por San Martín, librándose el Combate de San Lorenzo, el que resultó ser una victoria para las armas de los rioplatenases.  

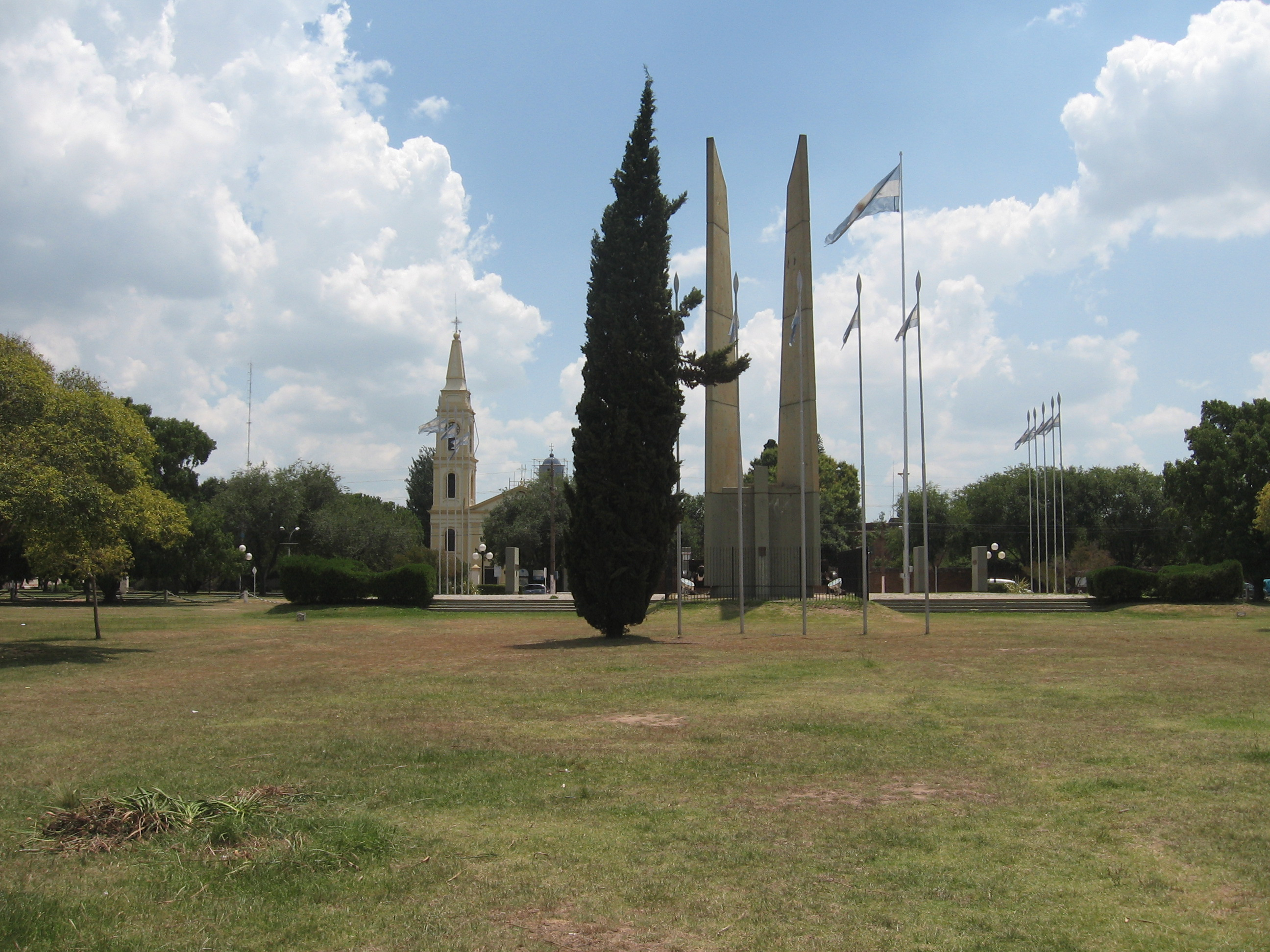
El Campo de la Gloria, lugar donde se peleó el Combate de San Lorenzo

El combate fue librado entre 120 granaderos que vencieron a dos líneas de infantería de 250 españoles al mando del comandante Antonio Zabala. Díaz Vélez fue el segundo oficial del flanco izquierdo del ataque (el segundo escuadrón de granaderos), comandado por el capitán Justo Germán Bermúdez a quien apoyaban también el alférez Mariano Necochea y el sargento Domingo Porteau, respectivamente. Este segundo escuadrón tenía como finalidad empujar a los españoles hacia el río Paraná, acción que se logró exitosamente a costa de la vida de Bermúdez, Díaz Vélez y Porteau.[cita requerida]
El capitán Bermúdez fue herido por una esquirla de cañón en su pierna izquierda, por cuyo caso quedó fuera de combate.

## Accidente en combate
Durante la tercera carga del combate, arrebatado por su entusiasmo y el ímpetu de su caballo, se despeño de la barranca, por ley de inercia, y al plantarse en seco su caballo, ante la proximidad de la barranca, recibió en su caída un balazo en la frente y dos bayonetazos en el pecho, quedando fuera de combate y gravemente herido, fue capturado por los realistas.

También se precipita el teniente Manuel Díaz Vélez, que no puede sostenerse sobre su caballo que se paró en seco cuando perseguía al comandante español Zabala ya sobre la barranca y lo hizo seguir de largo.

Este bravo oficial avanzó con energía hasta que cayó del caballo, herido por un balazo que le rozó el cráneo y dos bayonetazos en la caja del cuerpo, siendo tomado prisionero. Del escuadrón de Granaderos fue el único que quedó en poder del enemigo, pero el día 4 fue canjeado conjuntamente con tres paraguayos tomados violentamente por los marinos de una chalana del tráfico en el Arroyo de las Vacas, canje realizado por otros tantos prisioneros españoles heridos.

El general San Martín logró canjearlo por otros prisioneros, y tras ser liberado, fue asistido en la localidad de San Lorenzo. Recibió la atención espiritual del padre Julián Navarro -que estaba ejerciendo su apostolado en Rosario- y médica, por parte del santafesino Manuel Rodríguez y el porteño Francisco Cosme Argerich, quien, sobrellevando un viaje en carruaje a Buenos Aires, lo trasladó a Buenos Aires.
San Martín, en una misiva del 2 de marzo de 1813 dirigida al portaestandarte Ángel Pacheco le escribió

Ha hecho Ud. muy bien en no ponerse en marcha dejando a los seis heridos abandonados y, en el caso que el Teniente Díaz Vélez demore su curación hará Ud. poner en marcha los Granaderos que están en estado de hacerlo.

No logró sobreponerse a las gravísimas heridas y murió días después en Buenos Aires, el 20 de mayo de 1813.
San Martín, como lo hizo con el resto de su tropa, pidió al gobierno que se ampare a la familia de Díaz Vélez, haciendo efectivo su pedido el 22 de mayo.
Su viuda, que quedó viuda con seis meses de embarazo, fue compensada por la Asamblea del Año XIII, el 1.º de junio de 1813, con una pensión de veinticinco pesos.